# Club Penguin Island
是一個在線角色扮演遊戲，也是企鵝俱樂部的延續作品。開發公司為Disney Canada Inc.。支持平台包括Android、Microsoft Windows、iOS和麥金塔作業系統。
Club Penguin（页面存档备份，存于）